# Statistics Canada
Statistics Canada (engelska) eller Statistique Canada (franska) är den kanadensiska federala myndighet som sysslar med statistik för att hjälpa till att bättre förstå Kanada, dess befolkning, resurser, ekonomi, samhälle och kultur. Dess huvudkontor ligger i Ottawa. 
Statistics Canada bildades 1971, och ersatte Dominion Bureau of Statistics, som i sin tur bildats 1918. Byrån brukar kallas StatCan eller StatsCan även om StatCan är den officiella förkortningen. 
Statistik är ett federalt ansvar i Kanada, och Statistics Canada tar fram statistik för alla provinser samt den federala statsförvaltningen. Förutom att genomföra cirka 350 aktiva undersökningar på nästan alla aspekter av livet i Kanada, åtar Statistics Canada en landsomfattande folkräkning vart femte år (de som slutar på 1 och 6). Enligt lag måste varje hushåll i Kanada fylla i folkräkningsformuläret. I maj 2006 genomfördes folkräkningen för första gången över Internet. Den senaste folkräkningen hölls i maj 2011, återigen med internet som huvudmetod. 